# 476
476（四百七十六、よんひゃくななじゅうろく）は自然数、また整数において、475の次で477の前の数である。

## 性質
- 476は合成数であり、約数は1, 2, 4, 7, 14, 17, 28, 34, 68, 119, 238, 476である。
  - 約数の和は1008。
  - 115番目の過剰数である。1つ前は474、次は480。
- 124番目のハーシャッド数である。1つ前は468、次は480。
  - 17を基とする最小のハーシャッド数である。次は629。
- 47616 + 1 = 6945623590003730642112121090672529533566977であり、n16 + 1 の形で素数を生む25番目の数である。1つ前は474、次は478。(オンライン整数列大辞典の数列 A006313)
- 476 = 52 + 62 + 72 + 82 + 92 + 102 + 112
  - 7連続整数の平方和で表せる数である。1つ前は371、次は595。
- 476 = 242 − 100
  - n = 24 のときの n 2 − 100 の値とみたとき1つ前は429、次は525。(オンライン整数列大辞典の数列 A120071)
- 476 = 23 + 53 + 73
  - 3つの正の数の立方数の和1通りで表せる62番目の数である。(オンライン整数列大辞典の数列 A025395)
  - 異なる3つの正の数の立方数の和1通りで表せる28番目の数である。1つ前は469、次は495。(オンライン整数列大辞典の数列 A025399)
- n = 476 のとき n と n + 1 を並べた数を作ると素数になる。n と n + 1 を並べた数が素数になる61番目の数である。1つ前は470、次は482。(オンライン整数列大辞典の数列 A030457)
- 約数の和が476になる数は1個ある。(268) 約数の和1個で表せる92番目の数である。1つ前は474、次は488。
- 各位の和が17になる18番目の数である。1つ前は467、次は485。

## その他 476 に関連すること
- 西暦476年
- 紀元前476年
- ランナー (USS Runner, SS/AGSS-476) は、アメリカ海軍の潜水艦。
- 国際連合安全保障理事会決議476